# Banda Dalton

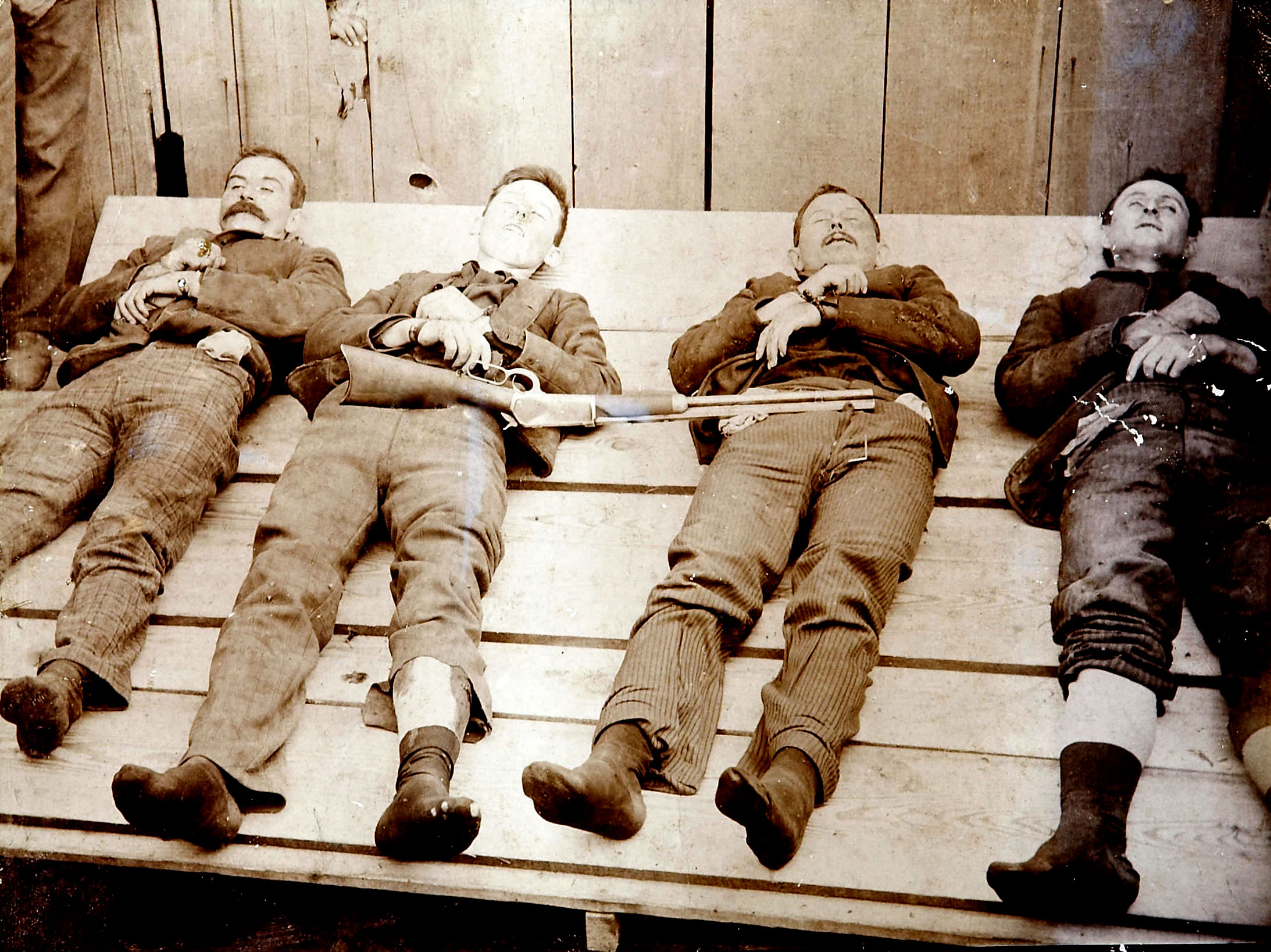
I defunti membri della banda Dalton dopo la loro fine nel 1892

La Banda Dalton fu un gruppo di fuorilegge statunitensi, attivo nel periodo compreso tra il 1890 ed il 1892.

## Storia
La banda era formata da quattro fratelli: Bob, Grat, Bill ed Emmett, provenienti dalla Contea di Jackson, nel Missouri. Figli di Lewis Dalton e Adeline Younger, proprietari di un saloon a Kansas City in Kansas, si trasferirono con la famiglia nel 1882 verso l'Oklahoma, come pionieri del Far West.
Nel 1887 il maggiore dei fratelli Frank Dalton, vice sceriffo federale appartenente all'United States Marshals Service, venne ucciso in uno scontro a fuoco con la banda Dixon durante il servizio. I fratelli, incitati dalla madre, intrapresero a quel punto la stessa vita che aveva scelto Frank, diventando uomini di legge in diverse località degli Stati Uniti.
La loro carriera di sceriffi finì però quando Grat Dalton venne arrestato nel 1890 per furto di cavalli (riuscirà a fuggire in seguito) e Bob Dalton intraprese attività di contrabbando di liquori verso le popolazioni indiane del luogo. Incarcerato e poi rilasciato, Bob formò con i fratelli una delle bande criminali più ricercate del periodo, cui partecipavano anche altri elementi non appartenenti alla famiglia.
Il 5 ottobre 1892 la banda tentò di rapinare due banche nello stesso giorno, la C.M. Condon & Company's Bank e la First National Bank, entrambe a Coffeyville in Kansas, ma la popolazione che aveva avuto sentore della rapina in corso, si armò e li bloccò in una delle banche, ingaggiando con loro un violento scontro a fuoco. Grat Dalton, Bob Dalton, Dick Broadwell e Bill Power vennero uccisi, mentre Emmett Dalton ricevette 23 colpi di arma da fuoco ma sopravvisse.
La condanna per l'unico sopravvissuto fu esemplare: ricevette l'ergastolo, ma fu rilasciato dopo 14 anni di reclusione presso il penitenziario di Lansing. Morì da uomo libero nel 1937 all'età di 66 anni, dopo aver pubblicato due libri sulle imprese della banda (da cui furono tratti due film hollywoodiani, al primo dei quali partecipò come attore).
Bill Doolin, Bill Dalton, "Bitter Creek" Newcomb, e Charlie Pierce furono gli unici superstiti della banda dopo gli eventi di Coffeyville, anche perché non parteciparono a quella rapina. Alcune indiscrezioni però danno come presente, ma fuggitivo, Bill Doolin.
Bill Doolin, Bill Dalton e i superstiti diedero successivamente vita ad una nuova banda, il Wild Bunch conosciuto anche come Doolin–Dalton Gang.

## Componenti
- Robert Rennick Dalton chiamato Bob Dalton (nato il 13 maggio 1869 - morto il 5 ottobre 1892)
- Gratton Hanley Dalton chiamato Grat Dalton (nato il 30 marzo 1861 - morto il 5 ottobre 1892)
- Emmett Dalton (nato il 3 maggio 1871 - morto il 13 luglio 1937)
- William Marion Dalton chiamato Bill Dalton (nato nel 1866 - morto l'8 giugno 1894)
- George "Bitter Creek" Newcomb (nato nel 1866 - morto il 2 maggio 1894)
- Charlie "Black Face Charlie" Pierce (nato nel 1866 o 1867 - morto il 2 maggio 1894)
- Charley Bryant (nato ? - morto nell'agosto del 1891)
- William Todd "Bill" Power (nato ? - morto il 5 ottobre 1892)
- Richard L "Dick" Broadwell (nato nel 1862 - morto il 5 ottobre 1892)
- William "Bill" Doolin (nato nel 1858 - morto il 24 agosto 1896)

## Influenza culturale

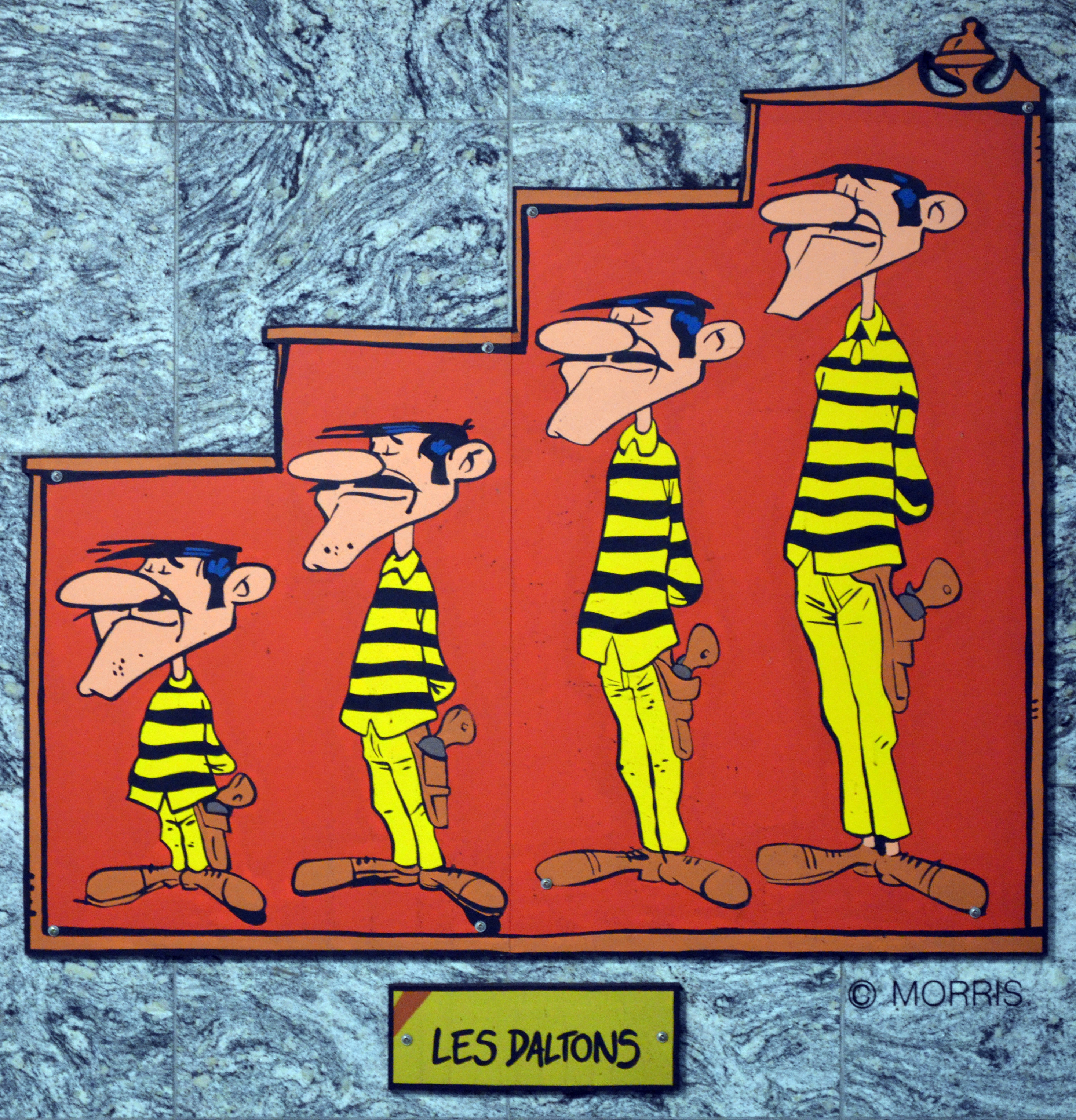
I cugini Dalton da Lucky Luke.

- Le gesta della banda Dalton sono state inserite in vari film western. Alcuni tra questi sono La vendetta dei Dalton del 1940, La terra dei senza legge del 1946, Gli avvoltoi del 1948, L'ultimo fuorilegge del 1952.
- La più nota loro apparizione avviene nei fumetti di Lucky Luke. La banda, composta da Emmet, Bill, Grat e Bob, raffigurati identici tra di loro se non nell'altezza a scaletta, appare nell'albo Fuorilegge, in cui affrontano e sono fermati dal protagonista a Coffeyville, dove saranno processati e giustiziati. Degno di nota è che nell'edizione originale Bob muore per mano del protagonista, finale poi cambiato in una semplice cattura data la morale scelta di non uccidere che Lucky Luke otterrà nelle storie a seguire. Dato però il loro successo, l'autore "resuscitò" i Dalton creando così Joe, William, Jack e Averell Dalton, i loro identici ma inetti cugini, ottenendo quindi il ruolo di antagonisti principali della serie. In una recente storia, la morte di Emmet subisce un retcon per seguire la verità storica, facendolo sopravvivere all'imboscata a Coffeyville e rivelando in seguito che, dopo la scarcerazione, ha avuto anche un figlio illegittimo.
  - I cugini Dalton sono poi apparsi anche negli altri media di Lucky Luke: videogiochi, cartoni, serie TV e pure in un film e una serie animata in cui sono i protagonisti principali.
- Nel fumetto Tex, la banda Dalton fa la sua apparizione negli albi n. 8 e 9, seppure in anacronismo con la collocazione temporale "classica" delle storie di Tex.
- Compaiono anche in un cartone animato per una pubblicità di gelati (Eldorado) in un duello contro Cocco Bill, del disegnatore italiano Benito Jacovitti.
- Il concept album Desperado, della band statunitense Eagles, è ispirato alla storia dei fratelli Dalton.
- La banda fa inoltre la sua apparizione nella storia Il vigilante di Pizen Bluff, di Don Rosa.
- I fratelli Dalton appaiono nel videogioco Call of Juarez: Gunslinger, uno sparatutto in prima persona nel quale il giocatore personifica un cacciatore di taglie. Un segmento del gioco, inoltre, renderà il giocatore presente alla doppia rapina del 1892 a Coffeyville, che dovrà sventare[1]. Alla fine del livello della rapina viene sconfitto dal giocatore Emmet Dalton, che sopravvive comunque alle ferite, come raccontato dal protagonista. Nel livello successivo si inseguirà il resto della banda dei Dalton e verranno uccisi dal giocatore sia Bob che Grat Dalton. In realtà i due fratelli Dalton morirono durante la rapina assieme ad altri banditi, e non successivamente.